# Amanda Elmore
Amanda Elmore (ur. 13 marca 1991) – amerykańska wioślarka. Złota medalistka olimpijska z Rio de Janeiro.
Zawody w 2016 były jej pierwszymi igrzyskami olimpijskimi. Medal zdobyła w ósemce. Wywalczyła złoto mistrzostw świata w 2015 w czwórce podwójnej.